# ميغالوصور
الميغالوصور (من الكلمتين الإغريقيتين "μεγαλο" - ميغالو - بمعنى «طويل» أو «كبير» أو «عظيم»، و"σαυρος" - صور - بمعنى «سحلية»، أي «السحلية العظيمة») هو جنس من الديناصورات الثيروبودية اللاحمة الكبيرة، يَنتمي إلى مجموعة الميغالوصوريات، وعاشَ خلال الفترة الباثونية من العصر الجوراسي الوسيط (قبل 166 مليون سنة) في أوروبا بإسبانيا وفرنسا وجنوب إنكلترا. تكمن أهمية الميغالوصور في أنه كان أول جنس من من الديناصورات يُوصف ويُسمَّى علمياً.

## الاكتشاف

### العينة الأولى

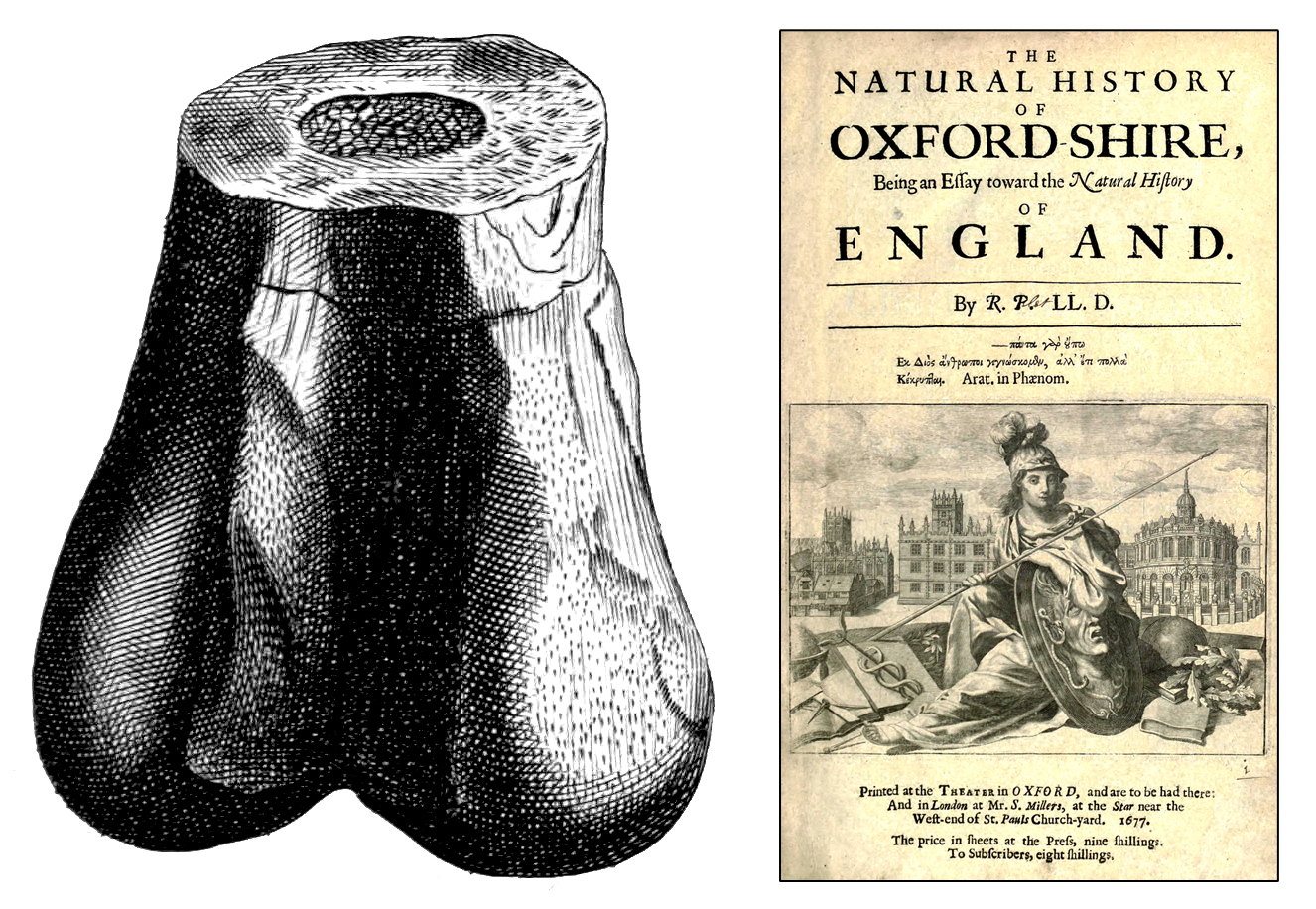
يَظهر على اليمين غلاف مجلة "تاريخ أوسكفورد شاير الطبيعي" من عام 1676 التي نُشرَ فيها وصف "روبرت بلوت" لعظمة الفخذ التي حصلَ عليها. وعلى اليسار الرَّسم الذي خطَّه للعظمة والذي عرفَ العلماء عن طريقه أنها كانت عظمة ميغالوصور.

ربَّما كان الميغالوصور أوَّل ديناصور يُوصف على الإطلاق في الأدب العلميّ. حيث أنه قد عُثرَ على جزء من عظمة له منذ القرن السابع عشر، وكان ذلك من محجر حجر جيري في «كورنويل» قربَ تشيبينغ نورتون بأكسفورشاير في إنكلترا عام 1676. أرسلت هذه العيّنة إلى روبرت بلوت، الذي كان آنذاك بروفيسوراً كيميائيًا في جامعة أكسفورد وأوَّل أمين لمتحف أشمولين، وقامَ هذا بدوره بنشر وصف علميٍّ للأحفورة في مجلته المُسمَّاة «تاريخ أوكسفورد شاير الطبيعيّ» في العام ذاته. تمكَّن روبرت بلوت من التعرُّف على طبيعة العظمة، وكان ما استنتجه صحيحاً، حيث قالَ أنها كانت النهاية السفلية لعظمة فخذ عائدة لحيوان ضخم، كما أدركَ أن الحيوان الذي تنتمي إليه كان كبيراً جداً ولا يُمثل أي نوعٍ معروف من الحيوانات. ومن هنا استنتجَ أن العظمة كانت تعود لإنسان عملاق قديم، مثل أولئك المَذكورين في الكتاب المقدس. فُقدت هذه العظمة المجهولة منذ ذلك الوَقت، ومن غير المعروف إلى أين آلت وماذا حلَّ بها، غير أنه احتُفظَ بالرسم الذي خططه روبرت بلوت للعظمة، وتمكَّن بعض العلماء عن طريق هذا الرَّسم المُفصَّل من تحديد أن العظمة كانت تعود لميغالوصور.
وُصفت عظمة الفخذ هذه مُجدداً في عام 1763 على يديّ العالم «ريتشارد بروكس»، وأطلق عليها هذا «الصفن البشريّ»، إذ قارن مظهرها بمظهر خصيتين بشريَّتين، غيرَ أن هذه التسمية لم تُوفق أسلوب التسمية الليانية للحيوانات، ولذلك فإنها لم تُستَخدم كثيراً في الأدب العلميّ. لكن على الرُّغم من ذلك فإن استخدام الاسم استمرَّ تقنياً، وكانت هُناك نية حقيقيَّة بإنشاء جنس جديد من الكائنات الحية على أساسه، لكن حسبَ قوانين المنظّمات العلمية فإن أي اسم حيواني لا يُعتَبر مقبولاً بعد عام 1899 فمن المُمكن إقصاؤه والتوقف عن استخدامه بحيثُ يُصبح اسماً منسيًا إذ لم يُوافق قواعد التسمية، فيما يُمكن أن تصبح التسميات الأخرى المُستخدمة الأقل شأناً والأضيق في نطاق استخدامها (والتي كانت «الميغالوصور البكلاندي» في هذه الحالة) اسماً محميًا.
وأخيراً قامَ عالم في تسعينيات القرن العشرين بإرسال طلب إلى منظمة «المعايير الدولية لتسميات الحيوان» لاستبدال الاسم القديم ابذي ابتدعه ريتشارد بركوس بـ«الميغالوصور»، غير أن الأمينة التنفيذية للمنظمة رَفضت الطلب آنذاك، بدعوى أن هذا الاسم الذي لم يُستَخدم سوى كعنوان لرسم توضيحيٍّ لم يَكن يُحقق من الأساس المعايير المقبولة لاسم علميٍّ وأن لا دليل على أنه كان سيُصبح اسماً علمياً أساساً في يوم من الأيام. كما أن عظمة الفخذ التي عُثرَ عليها لم تَكن كافية لتحديد هوية الديناصور المُسمَّى «الميغالوصور» والتأكد من أنه ليسَ سوى ثيروبود آخر معروفٍ بالفعل.

### بحوث بكلاند

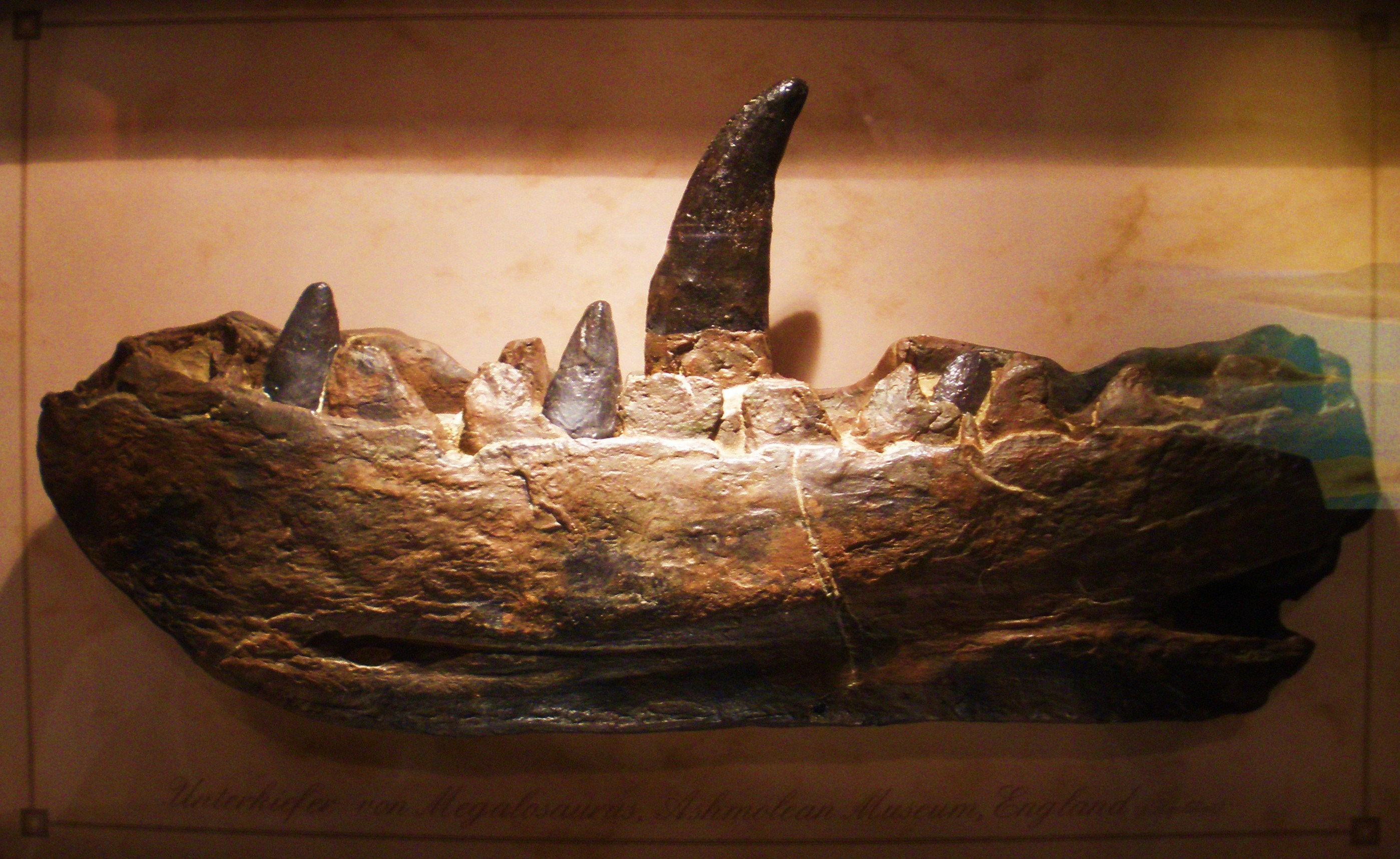
الفك السفليّ الذي يُعد عيّنة نوع الميغالوصور البكلانديّ، والتي لا زالت حتى الآن العينة الأساسية الوحيدة المَنسوبة إليه.

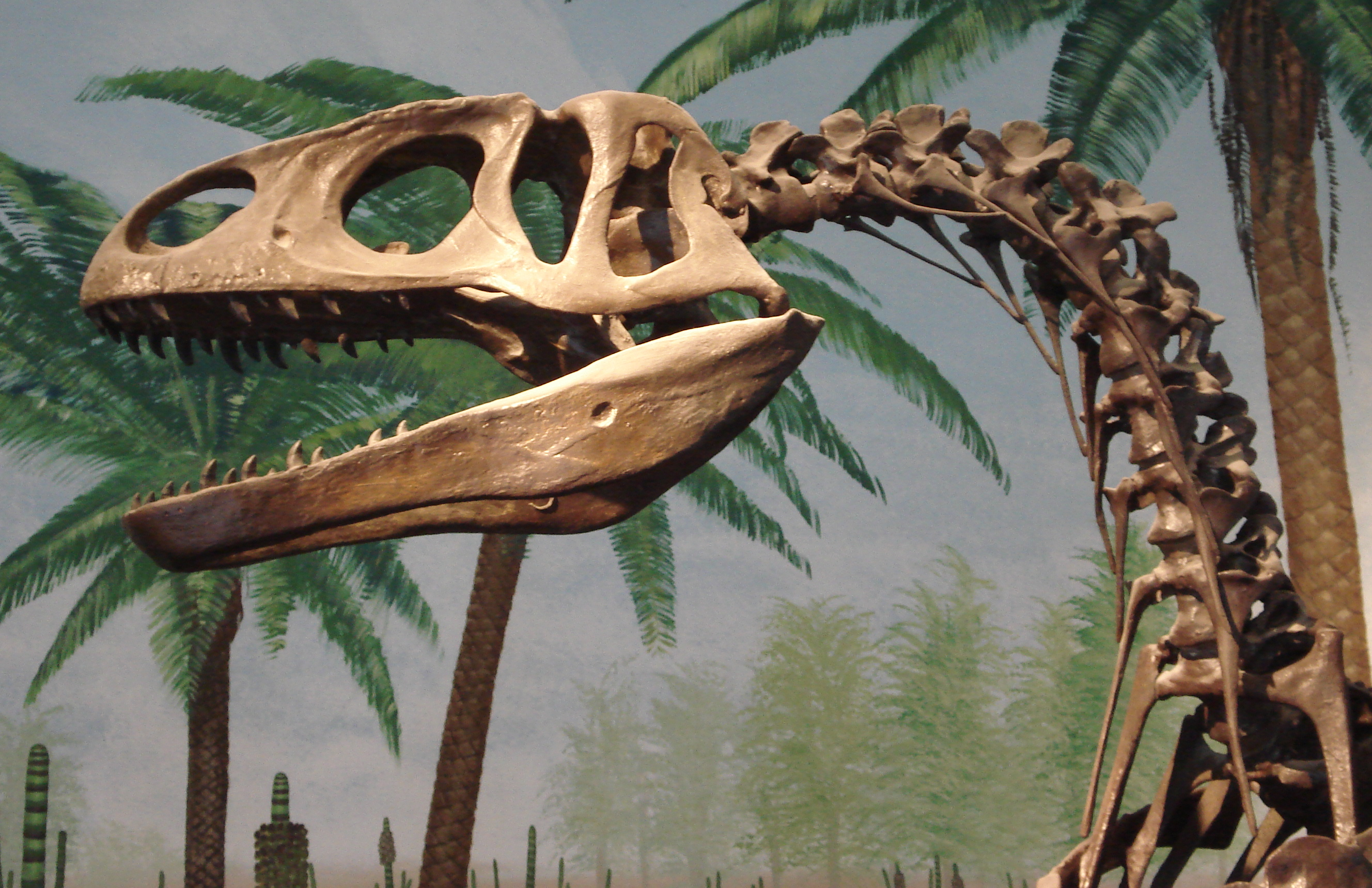
نموذجٌ لجمجمة ميغالوصور، غير أن أحافير جمجمته التي عُثرَ عليها غير مُكتملة، ولذلك فإن المُجسَّم ليس دقيقاً بالضّرورة.

بدأت الاكتشافات الجديدة بالظُّهور لعظام الديناصور ابتداءً من عام 1815، حيث جاءت من محجر ستوزفيلد الذي يُعد حالياً جزءاً من «تشكيل تاينتون الجيريّ» العائد إلى أواسط الفترة الباثونية من العصر الجوراسي. وقد حصلَ العالم وليام بكلاند على هذه العظام، وهو بروفيسور جيولوجيٌّ في جامعة أوكسفورد وكبير كهنة كنيسة. لم يَعلم بكلاند إلى أي حيوان كانت تنتمي هذه العظام، لكن عالم التشريح الفرنسي المعروف جورج كوفييه زارَ بكلاند في أوكسفورد عامَ 1818 عقبَ الحروب النابليونية، وأدركَ هذا أن العظام كانت تنتمي إلى حيوان عملاق شبيه بالسحالي. وإثرَ ذلك نشرَ بكلاند وصفاً علمياً للعظام في مجلة «معاملات المُجتمع الجيولوجي» في عام 1824 (وكان الفيزيائيّ جيمس باركنسون قد نشرَ مقالاً عنها قبل ذلك في عام 1822).
بحلول عام 1824 كان بكلاند قد جمعَ بقايا كثيرة للميغالوصور، تتألف من فك سفلي مع أسنان وبعض الفقرات، بالإضافة إلى حوض وعظم كتف وساقين، ولو أنه من المُحتمل أنها لا تنتمي جميعاً إلى ميغالوصور واحد. وقد حدَّدَ بكلاند الكائن الذي نتمي إليه هذه البقايا على أنه حيوان عملاق من الصوريا (السحالي)، وصنَّفه ضمنَ جنس جديد أنشأه بنفسه هو «الميغالوصور»، كما قدَّرَ أن طوله بلغ 12 متراً. أعطى الطبيب الألماني «فريدناند فون ريتجن» لهذا الديناصور اسماً ثنائياً كاملاً في عام 1826، وهو «اليمغالوصور كونيبيري»، لكن لم يَستخدم أيٌّ من الكتاب لاحقاً هذا الاسم، ولذلك فإنه يُعتَبر اسماً منسياً. وقد ضمَّن الإحاثي جديون مانتل بعدَ ذلك بعام - في 1827 - هذا الديناصور في مسحه الجيولوجي لجنوب إنكلترا، ووقتها حازَ الديناصور اسمه الثنائيَّ الحالي «الميغالوصور البكلاندي». لكن على الرُّغم من ذلك فإن مصطلح «ديناصور» نفسه لم يأتِ حتى عام 1842 عندما ابتكره ريتشارد أوين، حيث جاءَ اكتشاف الميغالوصور قبلَ حدوث ذلك.

## الوصف

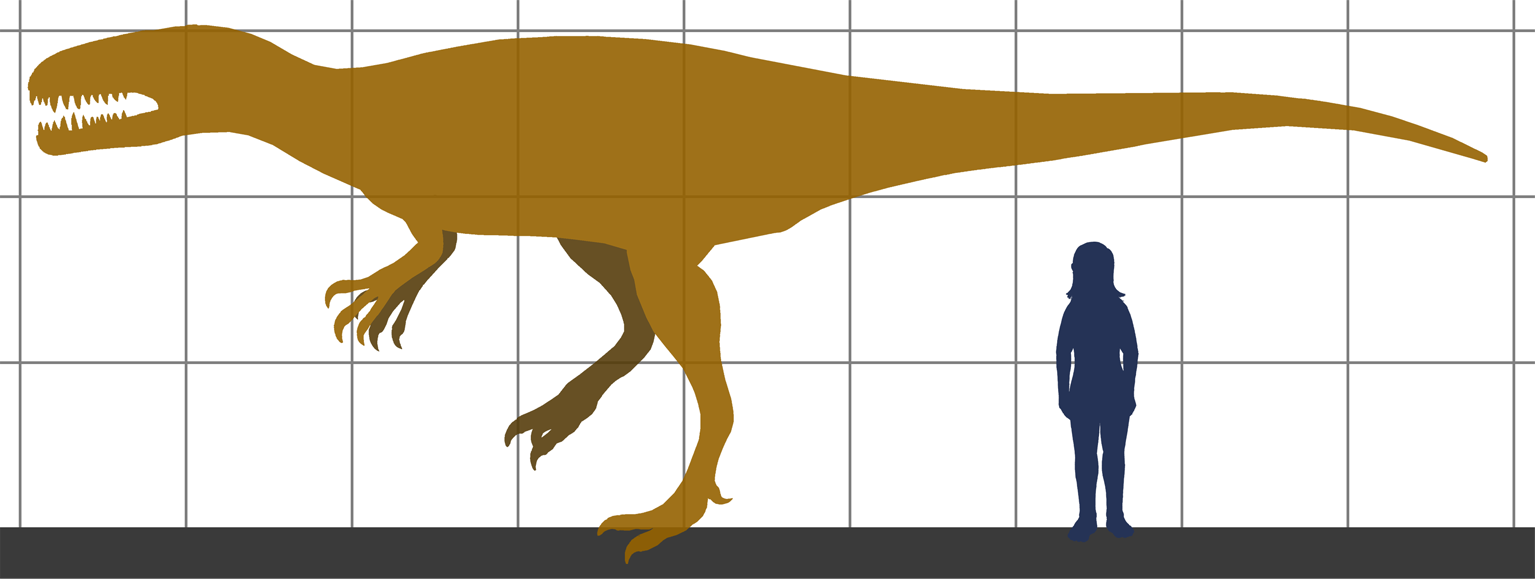
طول ميغالوصور مُقارنة بإنسان بالغ.

اكتُشفت العديد من الأحافير الجديدة للميغالوصور منذ اكتشافاته الأولى، لكن حتى الآن لم يُعثر على أي هيكل عظميٍّ مُكتمل. ونتيجة لهذا الأمر فإن تفاصيل مظهر هذا الديناصور الفعليّ، لكن على الرغم من ذلك فقد أجريَ وصف علميٌّ كامل لكافة عينات الديناصور المٌكتَشفة حتى الآن. فُوّض العالم «بنيامين ووترهاوس هوكنز» في عام 1852 لبناء مُجسَّم للميغالوصور من أجل عرض الديناصورات الذي أقيمَ آنذاك في القصر الكريستالي بسيدنهام في إنكلترا، ولا يَزال هذا المجسم موجوداً هُناك حتى يومنا هذا. بنى الإحاثيون الأوائل (الذين لم يَكونوا قد ألفوا بعد مثل هذه الكائنات ولم يَتعرفوا عليها جيداً) مُجسَّمات الميغالوصور مثله مثل سائر الديناصورات كالتنانين المشهورة في الأساطير الشعبيّة، حيث جعلوها كائنات برئوس كبيرة تسير على أربع.

## التصنيف

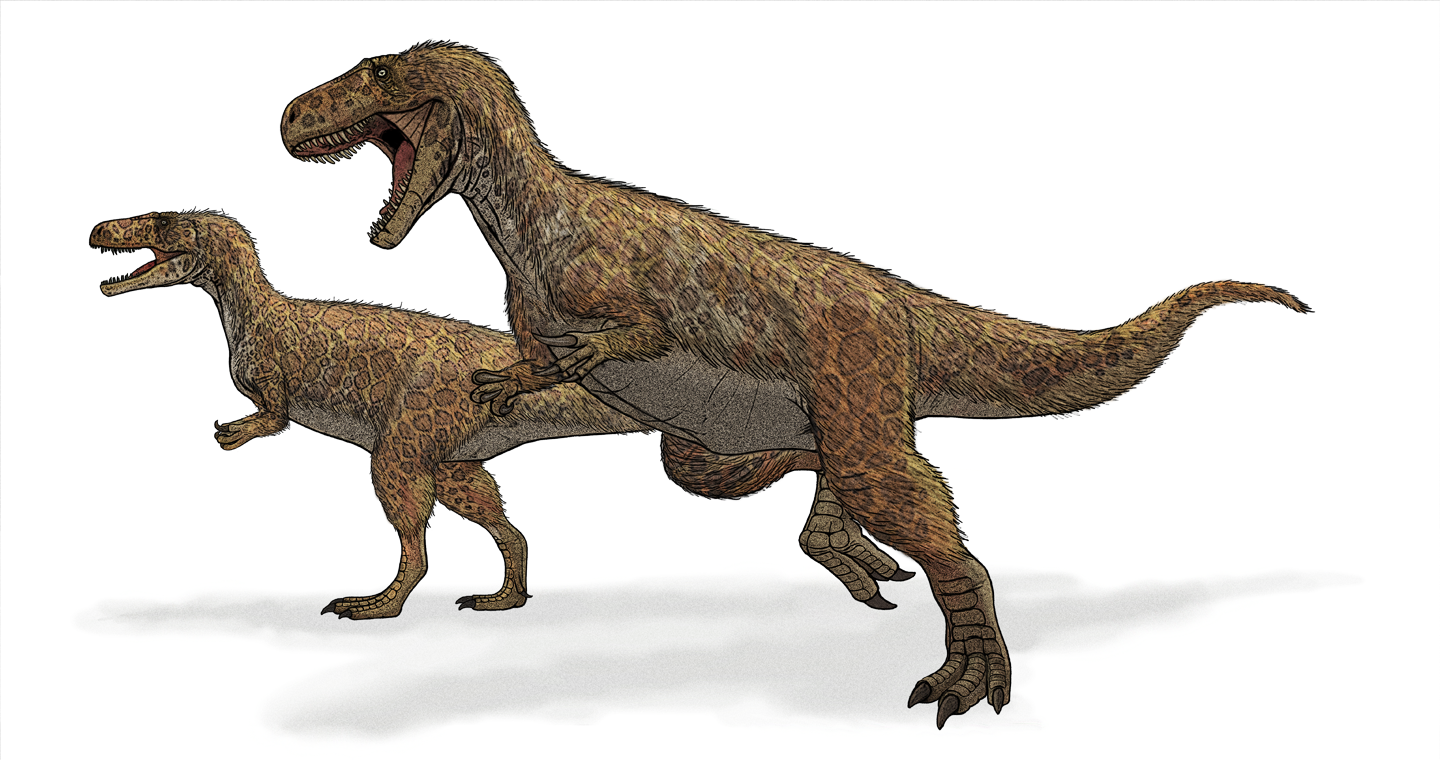
رسم تخيليّ للميغالوصور.

ظلَّ العديد من الإحاثيين يَنظرون إلى الميغالوصور طوال عقود بعدَ اكتشافه كديناصور لاحم كبير عاديّ. وقد تحوَّل جنس الميغالوصور خلال فترة من تاريخه إلى صنف سلة مهملات، وزُجَّ فيه بالكثير من الديناصورات اللاحمة الكبيرة من أوروبا والقارات الأخرى دونَ دراستها بدقّة والتأكد من علاقتها الفعليَّة به. لكن هذا الوضعَ بدأ بالتغيُّر بحلول القرن العشرين، عندما أخذَ بعض العلماء - مثل فريدريك فون هوين - بالاعتقاد بأن جنس الميغالوصور يَجب أن يَقتصر على الديناصورات التي استُخرجت أحافيرها من محجر ستونزفيلد الأصليّ، واتَّبعَ هذه القاعدة معظمُ الباحثين اللاحقين منذ ذلك الوقت. لكن على الرغم من ذلك فقد أظهرت المُراجعات التصنيفية الإضافية التي بدأت في أواخر القرن العشرين ومطلع القرن الواحد والعشرين أن أحافير محجر ستونزفيلد قد تتضمَّن الكثير من الديناصورات الثيروبودية غير المُرتبطة ببعضها البعض في واقع الأمر، وقد أثبتت البحوث التي أجريت في هذا المجال أن تلك المُراجعات كانت على حقّ، وأصبحَ الجنس مقتصراً على نوع واحد هو «الميغالوصور البكلاندي» الذي يَقتصر بدوره على عيّنة واحدة مَنسوبة إلى هذا النوع، وهي الفك السفليّ الذي وصفه وليام بكلاند نفسه. وقد ذهبَ بعض الباحثين أيضاً إلى أن ذلك الفك السفلي غير كافٍ من الأساس لبناء نوعٍ جديد على أساسه والجزم بأنه ليسَ أي نوع آخر من أنواع الديناصورات المعروفة، مما يُمكن أن يحوّله إلى اسم مطعون به كما بدأ البعض بالاعتقاد. ومع ذلك كله، لا زالَ بعض الإحاثيين الآخرين يُحددون بعض العلامات المُميزة في هذا الفك ويَعتقدون أنه بالفعل نوعٌ منفصلٌ عن الأنواع الأخرى.

## في الثقافة الإنسانية

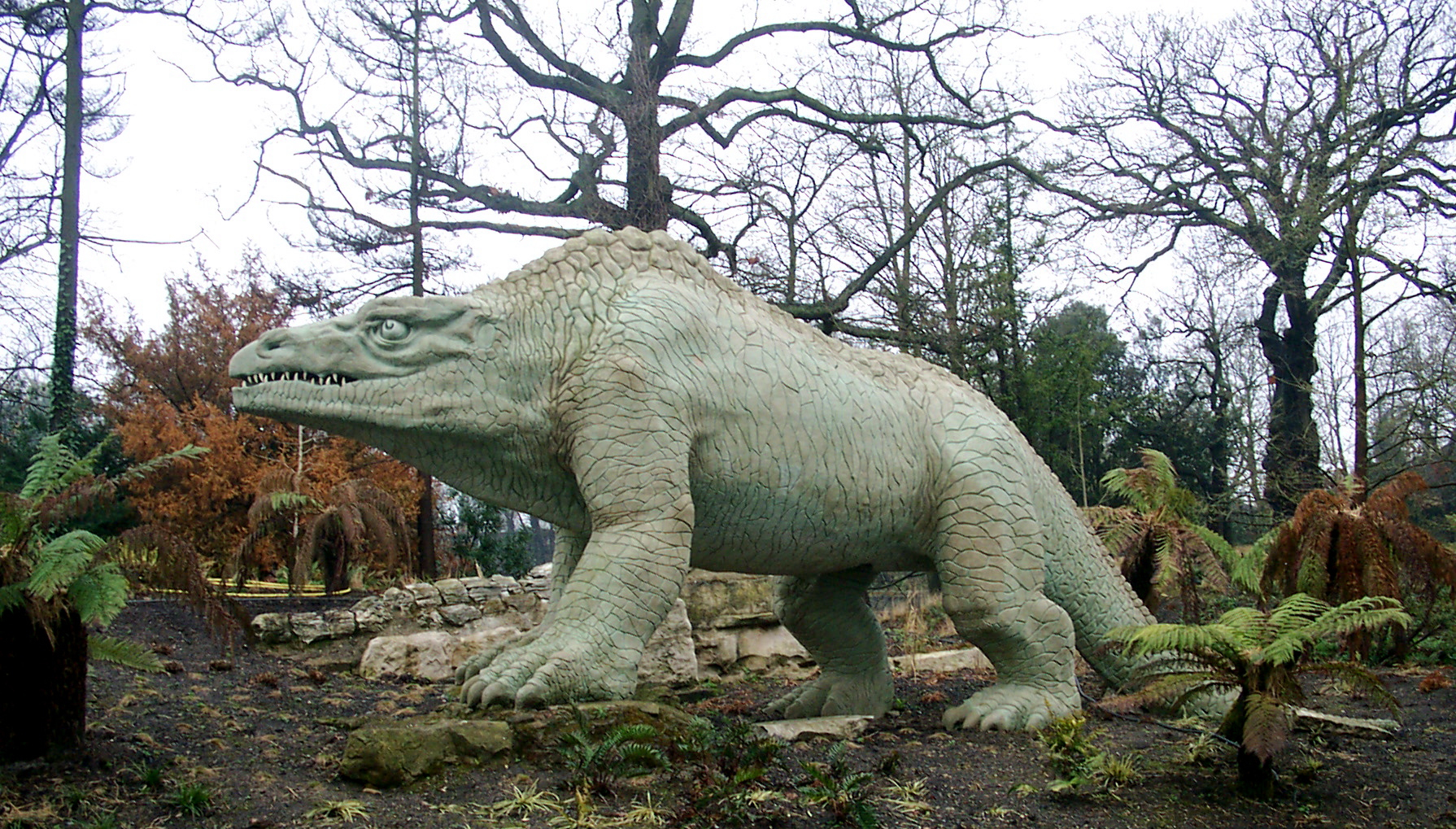
مجسَّم الميغالوصور الذي بناه بنيامين ووترهاوس هوكنز في عام 1852، ولا زالَ منصوباً حتى الآن في القصر الكريستالي بإنكلترا، وقد كان هذا الشّكل هو الهيأة التي تخيلها أغلبُ علماء تلك الحقبة لهذا الديناصور وسائر الديناصورات، إذ يَظهر على أنه كائن يَسير على أربع وله سنام كبير، غيرَ أن هذا التصوُّر خاطئ حسب المعلومات المُتوفرة اليوم.

يَتميَّز الميغالوصور بكونه أوَّل ديناصور ظهرَ في الإعلام الشعبي على الإطلاق. كما أن رواية تشارلز ديكنز المُسمَّاة بـ«البيت الأسود» تبدأ والشخصية الرئيسية تمشي في الشوارع المُوحلة قبل أن تُفاجأ بميغالوصور في الطريق: «في طقس نوفمبر السيء، هناك وحل في الشوارع كما لو أن كل المياه اختفت من على سطح الأرض وغاصت فيها، وسيَكون من الرائع هنا التقاء ميغالوصور، البالغ من طول أربعين قدماً أو زهاء ذلك، الذي يَتهادى كسحلية عملاقة فوقَ تل هولبورن».
كما ظهرَ الميغالوصور لاحقاً في عدة أفلام وإنتاجات فنيّة ومسلسلات تلفزيونية خلال القرن العشرين.